# Agrias roquetti
Agrias roquetti är en fjärilsart som beskrevs av May 1929. Agrias roquetti ingår i släktet Agrias och familjen praktfjärilar. Inga underarter finns listade i Catalogue of Life.